# 대물 (드라마)
《대물》(大物)은 박인권 화백의 만화 《대물》을 원작으로 극화한, 2010년 10월 6일부터 2010년 12월 23일까지 SBS에서 방송된 24부작 드라마 스페셜이다.
본 작품의 제목으로 사용된 '대물'이란, 대한민국 최초의 여성 대통령(大) 만들기(物) 프로젝트의 줄임말이다.
한편, 이 작품은 당초 황은경 극본-오종록 연출로 구성되었지만 작가 황은경씨가 담당 PD(오종록)와의 의견 차이로 자진 하차했다.
그 후, 오종록 PD도 개인사정 때문에 중도하차하여 김철규 조현탁 공동 연출로 변경됐다.

## 제작진
- 원작 : 박인권
- 극본 : 황은경 → 유동윤
- 연출 : 오종록 → 김철규, 조현탁

## 등장 인물

### 주요 인물
- 고현정 : 서혜림 (徐惠琳[5])

다혈질이지만 사려깊은 성격의 방송국 아나운서. 남편의 억울한 죽음에 항의하다 방송국에서 해고 당하고 만다. 보궐선거로 임기 1년의 국회의원이 된 후, 남해도지사를 지내고 나서, 조배호와 함께 혁신당 공동대표가 된다. 그리고 혁신당 대표를 거처 대한민국 최초의 여성 대통령이 된다. 대 중국 굴욕 외교를 빌미로 탄핵사태에 직면하지만 하도야의 도움으로 대통령직을 끝까지 완수하게 된다.
- 권상우 : 하도야 (河棹也[5])

하는 짓이 자극히 불량하고 엉뚱한 잡놈 스타일의 검사. 불량 고등학생이었지만, 아버지가 국회의원에게 밟히는 것을 보고 검사가 되었다. 검사가 3명 뿐인 시골말단지청 검사로 이 드라마에서 검찰의 양심을 대변한다. 그러나 아버지가 교통사고를 위장한 살해를 당하자 검사를 때려치운다. 호랑이 잡는 게 담배라고... 마침내 아버지를 살해한 대한민국 거대권력을 법정에 세우고 서혜림 대통령 만들기의 일등공신이 된다.
- 차인표 : 강태산(姜泰山[5])

정치개혁을 위해 분골쇄신 하지만 혜림에게 대통령직을 빼앗기고 마는 안티 히어로. 아버지는 국회의원 선거에 7번 나갔다가 7번 떨어졌다. 산호그룹의 딸과 정락결혼을 해 부인과 애정이 없다. 행시, 사시 양과를 수석졸업하고 검사로 있다가 정계에 투신했다. 흑막정치의 거물 조배호를 파멸시켜 여당의 대표가 된다. 하지만 대통령직을 혜림에게 빼앗겼다고 생각하고 혜림 탄핵사태를 주도한다. 도야 아버지의 죽음에 관련되어 있다.
- 이수경 : 장세진

순수하지만 아버지와 애인의 변심에 팜므파탈이 되어간다. 드라마의 뇌관. '헤리티지 클럽' 갤러리 관장이자 4년에 한 번 씩 그림을 교환하는 청와대 큐레이터. 조배호의 딸이자 강태산의 애인이다. 하도야를 사랑하지만 하도야의 마음속에는 서혜림 밖에 없고... 강태산을 도와 조배호를 파멸시키고, 하도야를 도와 강태산을 파멸시킨다.

### 주변 인물
- 이순재 : 백성민

제17대 대통령. 1년 전에 부인을 암으로 여읜 홀아비다. 혜림의 키다리 아저씨.19화에서 중립내각 구성을 위해서 여당인 민우당을 탈당하게 된다.
- 박근형 : 조배호

여당인 민우당 전 대표. 지난 총선 때 백성민 대통령과 경합했다 패배하고 절치부심, 다시 대권을 노리고 있다. 현실 정치계에는 없는 흑막정치의 거두로 민우당의 공천권과 총선자금을 한손에 쥐고 있으며, 제명 당하자 혁신당을 창당하였다.
- 임현식 : 하봉도

하도야의 아버지. 곰탕집을 하다 청와대에 곰탕 조리장으로 입성한다. 청와대에서 강태산과 관련된 모종의 사건을 목격한 후 교통사고를 가장한 의문의 살해를 당한다.
- 송옥숙 : 민경옥

장세진의 어머니 친구이자 헤리티지 갤러리 관장. 이후로는 장세진에게 헤리티지를 맡긴 뒤 외국으로 떠났다.
- 이재용 : 공성조

남해지방검찰청 남송지청장. 하도야가 남송지청으로 발령되어 내려온 후로는 하도야 때문에 매번 속앓이를 앓고 있지만 한편으로는 그를 매우 좋게 생각하고 있다.
- 윤주상 : 민동포

야당 대표인 복지당의 대표 겸 대선후보. 여당인 민우당측의 강태산과 여러번 만난 적이 있다. 탄핵정국에서 국가안위를 위해 혜림편에 선다.
- 신승환 : 김철규

하도야의 친구이자 김태봉 국회의원의 아들. 처음에는 오토바이 폭주족 불량배로 등장하여 하도야와 처음으로 만나게 된 후로 우의(友意)를 맺기도 했지만 국회의원인 아버지의 석방을 위해 한편으로 오재봉과 밀접스런 관계를 맺는다. 이로 인해 매번 하도야에게 꼬리를 붙잡히기도 하였다.
- 이문수 : 김태봉

남송지역 국회의원이자 김철규의 아버지. 자신의 아들이 하도야와 싸움을 하게 되자 하봉도에게 구두를 핥으라는 굴욕적인 포즈를 취하게 하여 하도야에게 정치와 정치인 불신을 만들게 한 장본인이다. 이후 비리혐의로 교도소에 수감되었다.
- 김진호 : 김현갑

김태봉의 비서출신으로 서혜림과 재보선 선거 때 결전했으나 낙마한 후 남해도의회 의장이 되어 남해도지사가 된 서혜림과 대립하고 있다.
- 박지일 : 비서실장

청와대에서 대통령 비서실장으로 근무하고 있으며 강태산과 선후배관계로 사적으로는 선후배로 통성명하고 있다.
- 김경하 : 후임 비서실장

서혜림 대통령의 비서실장
- 김일우 : 오재봉

민우당 소속 국회의원. 조배호를 충성스럽게 따르는 인물이며 하도야가 지목한 요주의 인물로 악연을 맺고 있다. 공격적인 성격이 짙은 탓에 조배호로부터 매번 지적과 자제요청을 받아왔다.
- 이희도 : 서순재[6]

해병대 장교 출신의 남해도청 건설국장. 마초지만 나중에 골수 혜림팬이 되고, 후에 서혜림 정권의 대통령특보가 된다.
- 이주실 : 윤명자

서혜림의 어머니. 딸인 서혜림이 정치일정 등으로 바쁜 나날을 보내게 되면서 손자인 동하를 대리로 보살펴주고 있다.
- 안석환 : 손본식

방송국 앵커출신으로 서혜림이 아나운서로 일할 때 그녀의 서투른 행동과 라디오 생방송 중 남편의 억울한 죽음을 호소한 일로 인해 서혜림을 방송국에서 제명 및 해고시켰으며 이후 조배호와 강태산의 도움으로 민우당 국회의원이 되었다. 후에 조배호를 배신하고 강태산의 부하가 된다.
- 최일화 : 김명환

강태산의 장인이자 산호그룹의 회장. 경제계의 거물급 인물이며 사위인 강태산과 밀접한 관계를 맺고있다.
- 김재빈 : 박동하 (아역)

서혜림의 아들. 어린나이에 아버지를 여읜 후 서혜림을 만나고 있는 하도야를 아버지처럼 따르고 있다.
- 서지영 : 김지수

산호그룹 김명환 회장의 외동딸이자 강태산의 아내. 사실은 강태산과 애정적인 결혼이 아닌 정략적인 목적으로 결혼하였으나 남편인 강태산에게는 호의적인 편이다.
- 장영남 : 왕중기

강태산이 서혜림의 재보선 보좌를 위해 투입한 민우당 컨설턴트 소속 여성. 깐깐스러운 성격을 가진 듯 하였지만 한편으로는 서혜림을 매우 생각해주는 편이며 서혜림이 남해도지사가 된 후에는 민우당을 탈당하여 그녀의 보좌를 계속하였다.
- 권태원 : 유명선

민우당 소속 국회의원이자 국회 국토해양위원장을 맡았다.
- 윤문식 : 팽숙수

남송의 하도야네 곰탕집에 우연히 찾아오게 된 인물. 사실은 하봉도와 지인관계에 있는 인물이자 곰탕 조리법에 대해 박식함을 갖고 있는 인물이다. 하도야에게 곰탕 조리법을 전수해준다.
- 송봉숙

고비고비마다 혜림을 격려하고 질타하는 국회 내 여성의원들의 맏언니.
- 구지성 : 박미영

남송지청으로 좌천된 하도야의 검사 사무실 여비서
- 김경하 : 대통령비서실장

### 그 외 인물
- 방길승 : 황재만

청와대에서 강태산과 관련된 모종의 사건을 목격하고 있었다. 차명계자로 알려져 가족들에게 전해지는 사실을 알린다.
- 권성현 : 앵커
- 김태우 : 박민구 (서혜림의 남편)

서혜림의 남편. 서혜림이 방송국에서 유아 전문프로를 맡았을 때 당시 제작 PD로 활동하던 중 인연을 맺게 되어 결혼까지 하였지만 방송국으로부터 아프가니스탄 특파원 파견 지시를 받고 현지로 떠났다 무장단체에 피랍되어 죽었다.
- 최주봉
- 최대성
- 이동엽 : 악덕 매니저 역
- 김결
- 레인보우

드라마 5화에서 서혜림의 재보선 선거운동 때 특별 출연하였다.
- 송지헌 (방송인)

드라마 20화에서 TV 대선후보 토론회 사회자로 특별 출연하였다.
- 박지윤
- 서윤석 (성우)

드라마 5화에서 신문기자로 출연
- 김윤태

잠수함 장교로 출연.
- 성인자
- 김은수
- 장준호
- 박상우
- 추교진 : 기자
- 고준 : 킬러

## 가공의 등장물
- 국회의사당
  - 22화에 나오는 의사당 내부는 성남시의회를 , 23화 첫부분에 나오는 의사당 내부는 경기도의회를 모티브로 한 것이다.
- 남해도청
  - 남해도의회
    - 경기도 성남시청과 성남시의회를 모티브로 한 것이다.
- 남송역[8]
- 남송경찰서[9]
- HBS방송국[10]
- 정당
  - 민우당
  - 복지당
  - 혁신당
  - 미래당

## 수상 경력
- 2010년 SBS 연기대상 베스트 커플상,10대 스타상,남자 최우수연기상 권상우
- 2010년 SBS 연기대상 베스트 커플상,10대 스타상,대상 고현정
- 2010년 SBS 연기대상 프로듀서상 차인표
- 2010년 SBS 연기대상 공로상 박근형
- 2010년 SBS 연기대상 여자 조연상 이수경
- 2010년 SBS 연기대상 남자 조연상 이재용

## 시청률
최저 시청률과 최고 시청률은 시청률 조사회사와 지역별로 시청률에 차이가 있을 수 있습니다.
| 2010년      | 2010년      | 2010년         | 2010년       | 2010년         | 2010년       |
| 회차        | 방송일      | TNmS 시청률    | TNmS 시청률  | AGB 시청률     | AGB 시청률   |
| 회차        | 방송일      | 대한민국(전국) | 서울(수도권) | 대한민국(전국) | 서울(수도권) |
| ----------- | ----------- | -------------- | ------------ | -------------- | ------------ |
| 제1회       | 10월 6일    | 17.4%          | 17.8%        | 18.0%          | 20.2%        |
| 제2회       | 10월 7일    | 21.2%          | 21.4%        | 21.5%          | 23.2%        |
| 제3회       | 10월 13일   | 23.0%          | 22.2%        | 26.4%          | 27.1%        |
| 제4회       | 10월 14일   | 23.4%          | 22.7%        | 26.1%          | 27.2%        |
| 제5회       | 10월 20일   | 24.7%          | 23.3%        | 27.4%          | 28.5%        |
| 제6회       | 10월 21일   | 26.0%          | 25.9%        | 28.3%          | 30.3%        |
| 제7회       | 10월 27일   | 25.0%          | 23.9%        | 25.5%          | 25.4%        |
| 제8회       | 10월 28일   | 26.0%          | 25.4%        | 27.3%          | 27.8%        |
| 제9회       | 11월 3일    | 24.4%          | 23.3%        | 24.5%          | 25.9%        |
| 제10회      | 11월 4일    | 24.3%          | 24.1%        | 25.9%          | 26.1%        |
| 제11회      | 11월 10일   | 23.9%          | 23.1%        | 25.9%          | 27.5%        |
| 제12회      | 11월 11일   | 24.8%          | 24.2%        | 26.5%          | 27.8%        |
| 제13회      | 11월 17일   | 24.2%          | 22.9%        | 25.0%          | 25.4%        |
| 제14회      | 11월 18일   | 25.1%          | 25.1%        | 26.2%          | 26.9%        |
| 제15회      | 11월 24일   | 23.8%          | 22.9%        | 25.7%          | 26.6%        |
| 제16회      | 11월 25일   | 27.5%          | 27.0%        | 28.1%          | 29.0%        |
| 제17회      | 12월 1일    | 23.7%          | 22.4%        | 25.2%          | 25.8%        |
| 제18회      | 12월 2일    | 25.0%          | 24.4%        | 25.3%          | 25.5%        |
| 제19회      | 12월 8일    | 24.2%          | 23.3%        | 25.8%          | 26.4%        |
| 제20회      | 12월 9일    | 25.8%          | 25.3%        | 27.7%          | 27.6%        |
| 제21회      | 12월 15일   | 25.2%          | 24.6%        | 25.7%          | 26.8%        |
| 제22회      | 12월 16일   | 27.0%          | 26.2%        | 26.7%          | 25.8%        |
| 제23회      | 12월 22일   | 24.0%          | 23.3%        | 24.6%          | 25.3%        |
| 제24회      | 12월 23일   | 25.8%          | 25.1%        | 27.8%          | 28.7%        |
| 평균 시청률 | 평균 시청률 | 24.4%          | 23.7%        | 25.7%          | 26.5%        |

## 참고 사항
- 당초 온에어 후속으로 편성될 예정이었으나 시간을 갖고 더 신중을 기하기 위해 SBS는 일지매를 대타로 올렸으며 <대물>은 일지매 후속으로 방영될 예정이었다.[13]
- 하지만, 제작사와 연출자 간의 마찰 탓인지[14] 편성이 취소되었으며 당시 <대물> 자리에는 워킹맘이 대신했고 뒷날 2010년으로 첫 방송일이 변경되면서 프리랜서 PD 오종록씨로 연출자가 바뀌었으나 개인사정 때문에 중도하차했다.[4]

## 같이 보기
- 대물 (만화)
- 야왕
- 시티홀 (2009년작 드라마)

## 경쟁 프로그램
- 도망자 플랜 B (KBS2, 2010년 9월 29일 ~ 2010년 12월 8일)
- 프레지던트 (KBS2, 2010년 12월 15일 ~ 2011년 2월 24일)
- 장난스런 키스 (MBC, 2010년 9월 1일 ~ 2010년 10월 21일)
- 즐거운 나의 집 (MBC, 2010년 10월 27일 ~ 2010년 12월 23일)